# Leo Bigenwald
Leo Bigenwald (* 23. Januar 1904 in Krefeld; † Juli 1985 ebenda) war ein deutscher Bildhauer, Keramiker und Grafiker.

## Leben

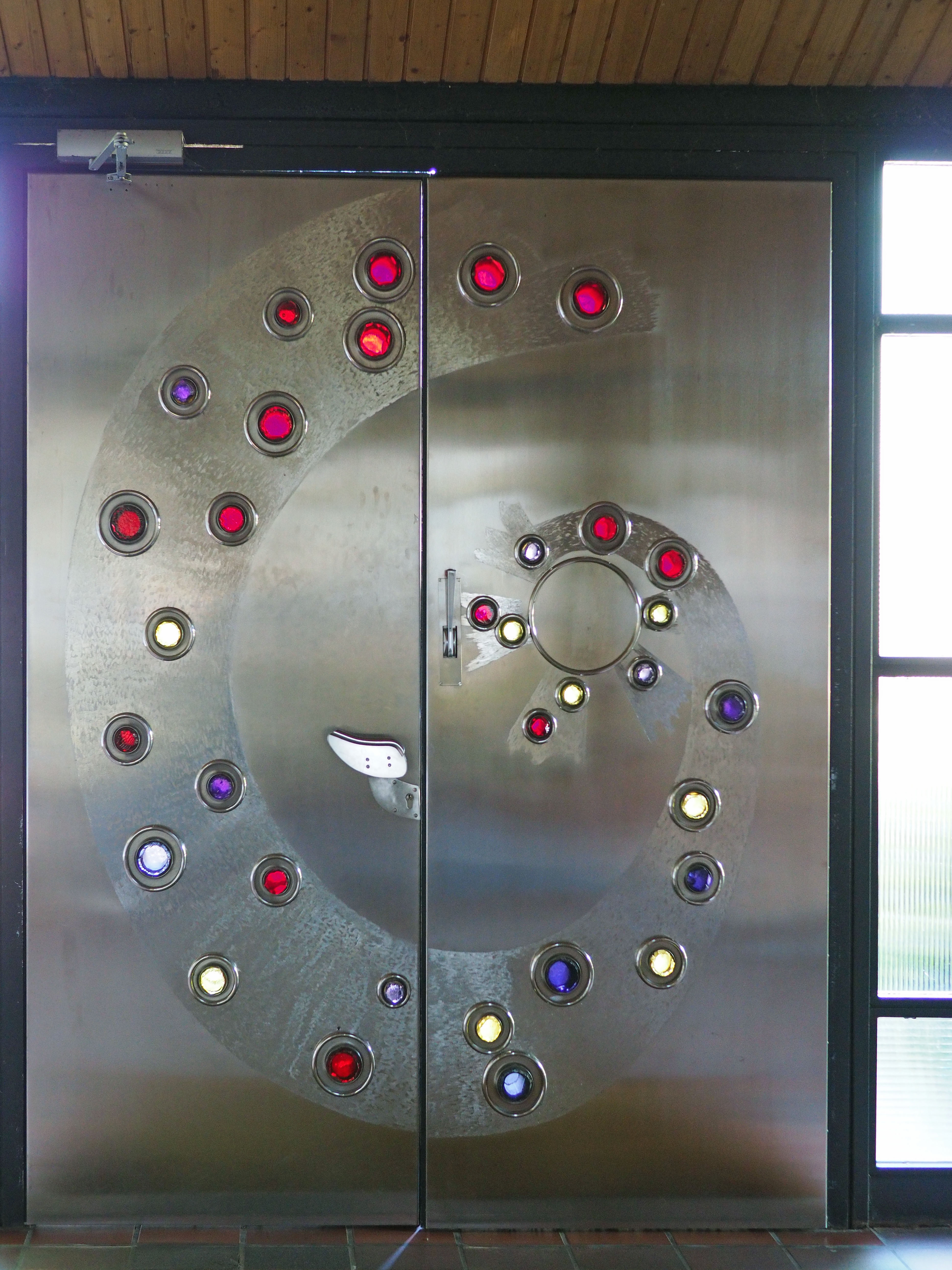
Eingangstür der Kirche St. Mariä-Heimsuchung (Maria-Waldrast) in Krefeld von Leo Birgenwald

Birgenwald, Sohn eines Gastwirts, besuchte 1923 die Handwerker- und Kunstgewerbeschule Krefeld. Seine künstlerische Ausbildung setzte er dann in München durch Privatunterricht bei Heinrich Ehmsen fort, außerdem in den Jahren 1925–1929 an den Vereinigten Staatsschulen für freie und angewandte Kunst in Berlin-Charlottenburg, wo der Bildhauer Wilhelm Gerstel sein Lehrer war. Studienaufenthalte in Italien, Frankreich (Paris), Belgien, den Niederlanden, Dänemark und Schweden, später auch in den Vereinigten Staaten, erweiterten seinen Horizont. Als Soldat der Wehrmacht (1939–1945) war er zwei Jahre in Griechenland (Athen).
Unmittelbar nach dem Zweiten Weltkrieg, der einen Großteil seines Werks zerstört hatte, wandte er sich der abstrakten Kunst zu. Er schuf Skulpturen in organoiden Formen, auch gestaltete er mobile Plastiken. Als Materialien erprobte Bigenwald Natursteine, Terracotta und Zementguss in Verbindung mit Messingstäben, ehe er in Marmor und selbstgeschmiedetem Eisen bevorzugte Werkstoffe für seinen künstlerischen Ausdruck fand. Später arbeitete er mit Holzbohlen und Baumscheiben sowie rostfreiem Stahl. Gerne setzte er Materialien und Formen gegeneinander. Seine Kunst ist im Kaiser-Wilhelm-Museum in Krefeld vertreten. Sie wurde auf zahlreichen Einzel- und Gruppenausstellungen im In- und Ausland gezeigt.
Birgenwald war ansässig in Krefeld-Forstwald, er wirkte aber auch in Cervo, Italien. Er war Gründungsmitglied der Krefelder Künstlergruppe 45.

## Ausstellungen (Auswahl)
- 1949: Hamburg
- 1952: Galerie Parnass, Wuppertal
- 1952: Krefeld
- 1954: Norrköping, Schweden
- 1958: Museum of Art, San Francisco
- 1958: Sausalito, Kalifornien
- 1959: Newman Gallery, Philadelphia
- 1962: Galerie Perron, Genf
- 1963: Galleria Numero, Mailand und Florenz
- 1963: Stadtbibliothek, Brooklyn/New York
- 1966: Kunstkabinett Fischer, Mönchengladbach
- 1967: Römerhuis, Venlo
- 1969: Krefeld
- 1978: Galerie Evelstein, Genf